# مارا كرواتو
مارا كرواتو (بالإسبانية: Mara Croatto) هي ممثلة فنزويلية المولد بورتوريكية الجنسية ولدت في يوم 2 فبراير 1969 في مدينة كاراكاس في فنزويلا . ومن ابرز مسلسلاتها القطة المتوحشة.

## حياتها
والدة مارا هي الممثلة الأرجنتينية راكيل مونتيرو، ووالدها هو مغني أورغواياني الإيطالي توني كرواتو وثم انتقلوا إلى بورتوريكو بعد ولادتها. تلقت تعليمها في سان خوان، بورتوريكو، وعندما بلغت 11 من عمرها دخلت مدرسة التمثيل. حالياً الممثلة تقيم في مدينة ميامي في الولايات المتحدة.

## روابط خارجية
- مارا كرواتو على موقع IMDb (الإنجليزية)
- مارا كرواتو على موقع قاعدة بيانات الفيلم (الإنجليزية)